# Иванов, Борис Алексеевич
Борис Алексеевич Иванов (1915—1983) — советский деятель органов госбезопасности, генерал-лейтенант.

## Биография

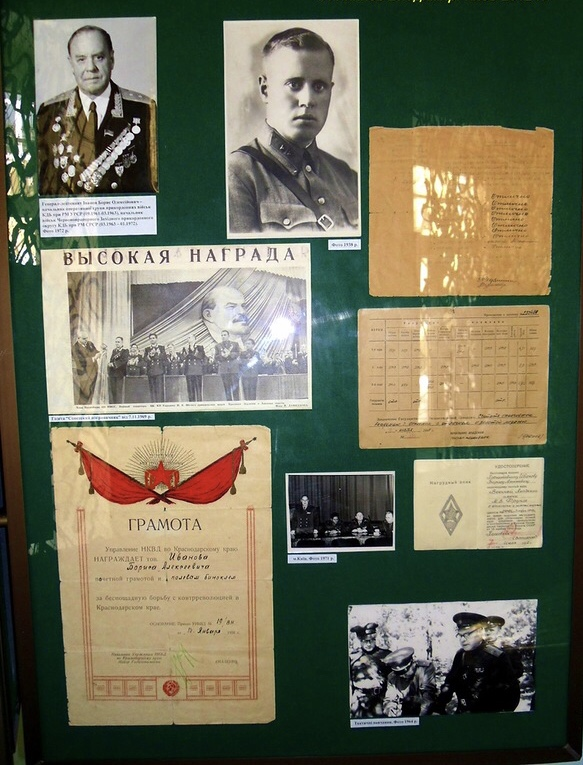
Стенд в музее погранвойск, Киев

Родился 4 июня 1915 года в Петрограде в семье рабочего. Трудовую деятельность начал в 1931 году после окончания школы ФЗО.
С 1934 года в пограничных войсках НКВД СССР. В 1937 году окончил 2-ю школу пограничной и внутренней охраны НКВД.
В 1937—1942 годах — помощник начальника заставы, начальник заставы, начальник штаба комендатуры Управления пограничной и внутренней охраны (УПВО) НКВД Западно-Сибирского округа.
В 1942—1945 годах — старший помощник начальника, начальник отделения штаба пограничного отряда в Управлении пограничных войск (УПВ) НКВД Казахского, а затем Украинского округов.
Член ВКП(б) с 1943 года.
В 1945—1948 годах — слушатель Военной академии имени М. В. Фрунзе.
В 1948—1952 годах — заместитель начальника, начальник 66-го Памирского пограничного отряда Управления пограничных войск МВД—МГБ Среднеазиатского округа.
В 1952—1953 — заместитель начальника Управления пограничных войск МГБ Хабаровского округа — начальник штаба. В 1953—1957 — заместитель начальника Управления пограничных войск МВД Дальневосточного округа—начальник штаба.
В 1957—1959 — слушатель Высших академических курсов при Военной академии Генерального штаба Вооруженных сил СССР имени К. В. Ворошилова.
В 1959—1960 — начальник Управления войск пограничных войск КГБ Дальневосточного округа. В 1960 — июне 1961 — начальник войск Хабаровской оперативной группы пограничных войск КГБ.
В июне 1961 — марте 1963 — начальник войск Оперативной группы пограничных войск КГБ при СМ УССР.
В марте 1963 — январе 1972 — начальник войск Краснознамённого Западного пограничного округа КГБ.
С января 1972 года в отставке. Депутат ВС УССР 6-8-го созывов. Кандидат в члены ЦК КПУ (1966—1969). Член ЦК КПУ (1969—1976).
Умер 16 ноября 1983 года в Киеве.

## Звание
- генерал-майор
- генерал-лейтенант

## Награды
- три ордена Красного Знамени
- три ордена Красной Звезды
- Почётный сотрудник госбезопасности
- медали